# Николо-Богоявленский морской собор
Нико́ло-Богоявле́нский морско́й собо́р (Нико́льский морско́й собо́р, Морско́й собо́р Святи́теля Никола́я Чудотво́рца и Богоявле́ния) — православный храм в Адмиралтейском районе Санкт-Петербурга; первый морской собор, традиционно окормлявший моряков Российского императорского флота, полковой храм Гвардейского экипажа.
Собор — один из ярчайших памятников елизаветинского барокко в церковной архитектуре. Собор повлиял на топонимику города, дал своё имя площади, переулку, рынку и Старо- и Ново-Никольскому мостам, а также прежнему названию улицы Глинки. Храм относится к Санкт-Петербургской епархии РПЦ, входит в состав Адмиралтейского благочиния. 

## История
Прилегающая территория была застроена одноэтажными казармами. В них жили служители военно-морского ведомства. Об этом говорят названия Канонерской улицы и Канонерского переулка («канонир» или «канонер» значит «пушкарь»). До нашего времени сохранились каменные постройки Никольского рынка, возведённые в 1788—1789 годах. Выбор места строительства собора кроме наличия свободного участка в южной части Полкового двора определялся и близостью водных путей — Фонтанки, Екатерининского и Крюкова каналов.

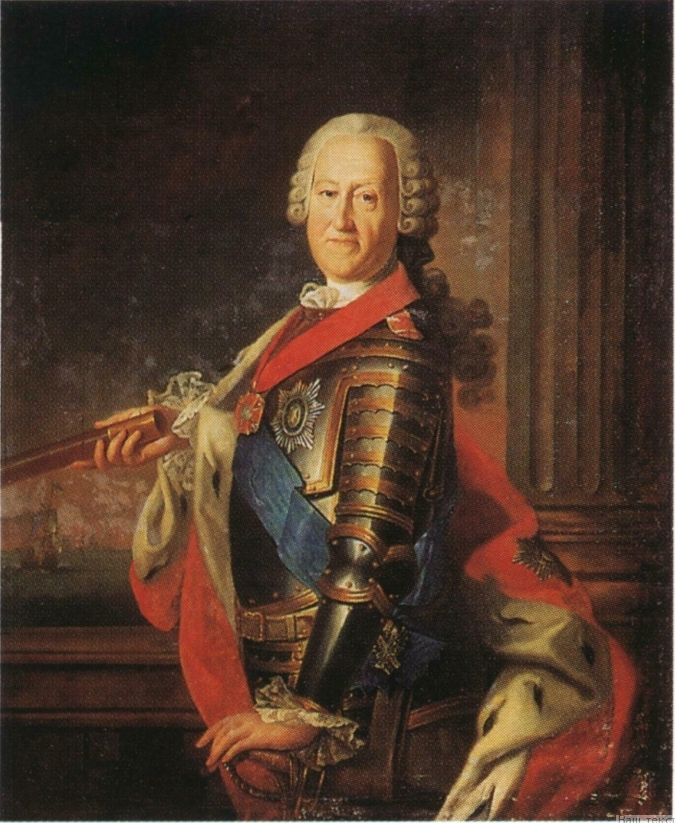
Инициатор строительства каменного собора генерал-адмирал Голицын

В 1752 году президент Адмиралтейств-коллегии князь Михаил Голицын подал на имя императрицы Елизаветы Петровны прошение о возведении на средства морского ведомства и пожертвования нового собора «в воздаяние достойной памяти славных дел флота Российского».
Никольский морской собор строился как «морская полковая церковь» в период с 1753 по 1762 годы на морском полковом дворе на месте деревянного храма по проекту архитектора Адмиралтейств-коллегии Чевакинского. Собор вмещает около пяти тысяч человек одновременно и имеет высоту 64 метра. Отдельно стоящая 4-ярусная 74-метровая, завершённая высоким шпилем колокольня возведена в 1755—1758 годах. Крестообразное в плане здание Никольского морского собора украшено коринфскими колоннами, собранными в пучки, лепными наличниками, широким антаблементом и увенчано золочёным 5-главием. Богатую пластику фасада дополняют балконы с узорными коваными решётками.
Нижняя 3-придельная Никольская церковь освящена во имя святого Николая Чудотворца, который традиционно считается покровителем плавающих и путешествующих, верхняя однопрестольная церковь — во имя Богоявления Господня. В них сохранились резные иконостасы XVIII века, исполненные И. Ф. Канаевым и С. Никулиным. Образа написали братья Колокольниковы: Федот в верхней, Мина в нижней церкви.

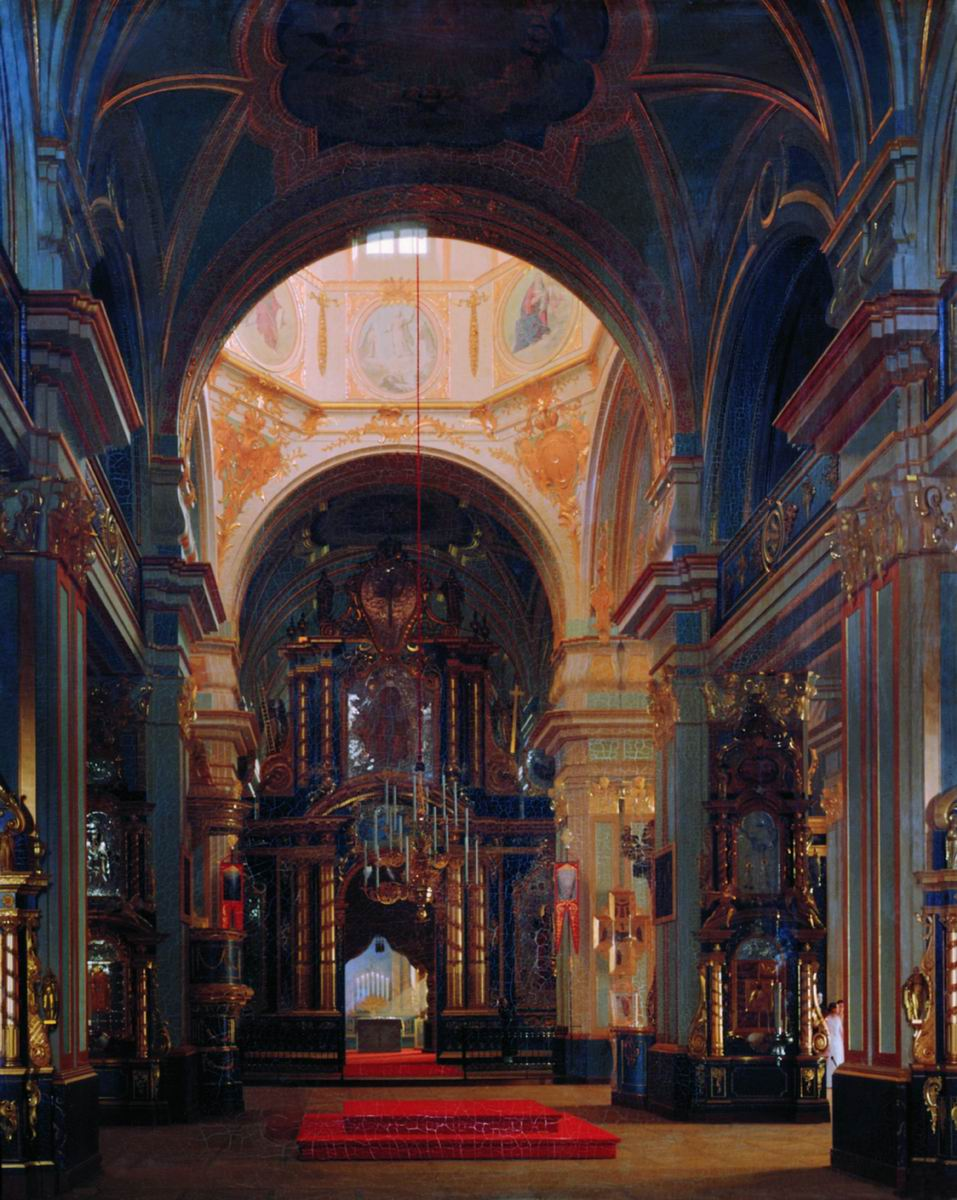
С. К. Зарянко. Внутренний вид морского Никольского собора в Петербурге. 1843

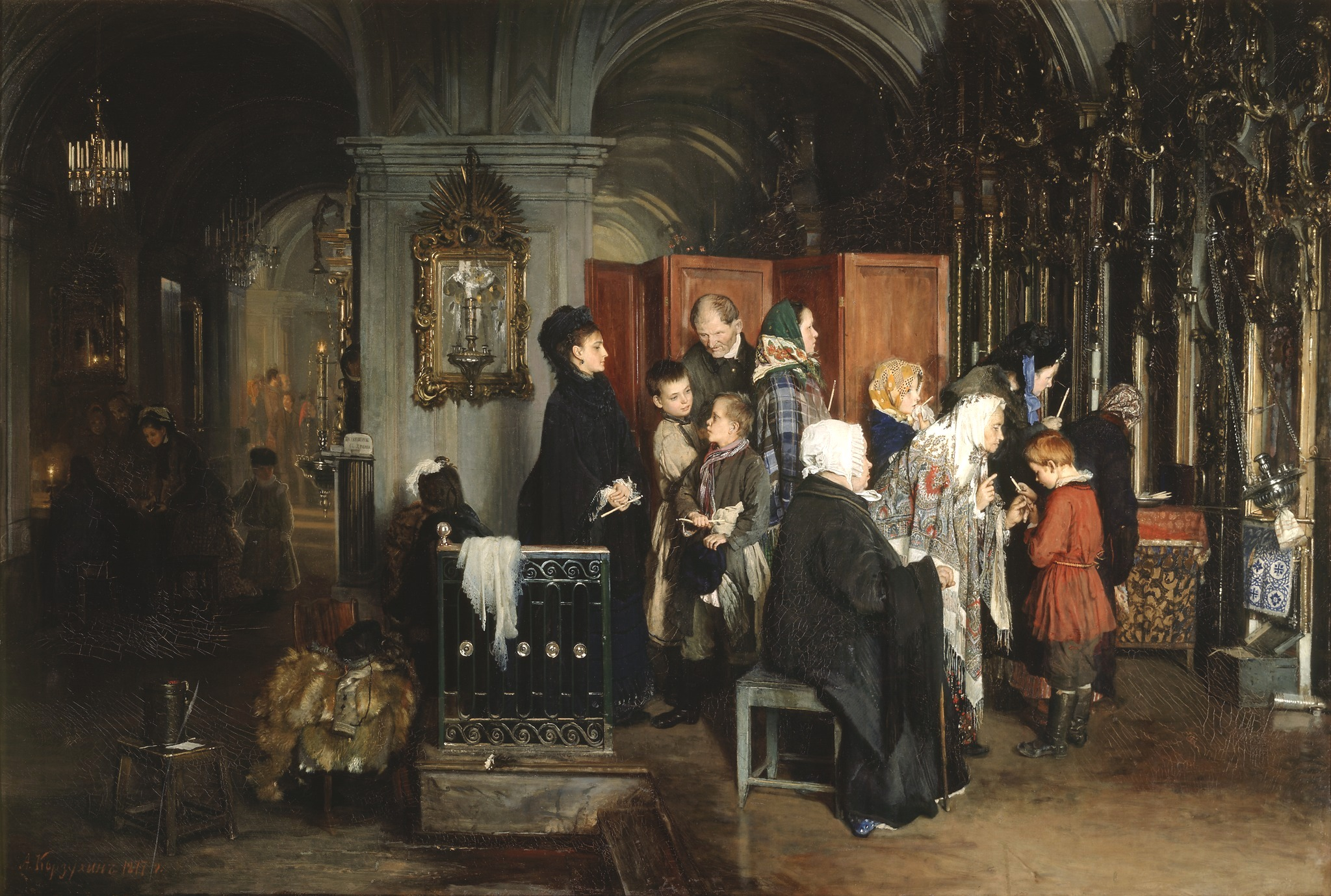
А. Корзухин. «Перед исповедью» (1877). Изображён интерьер Никольского морского собора в Санкт-Петербурге

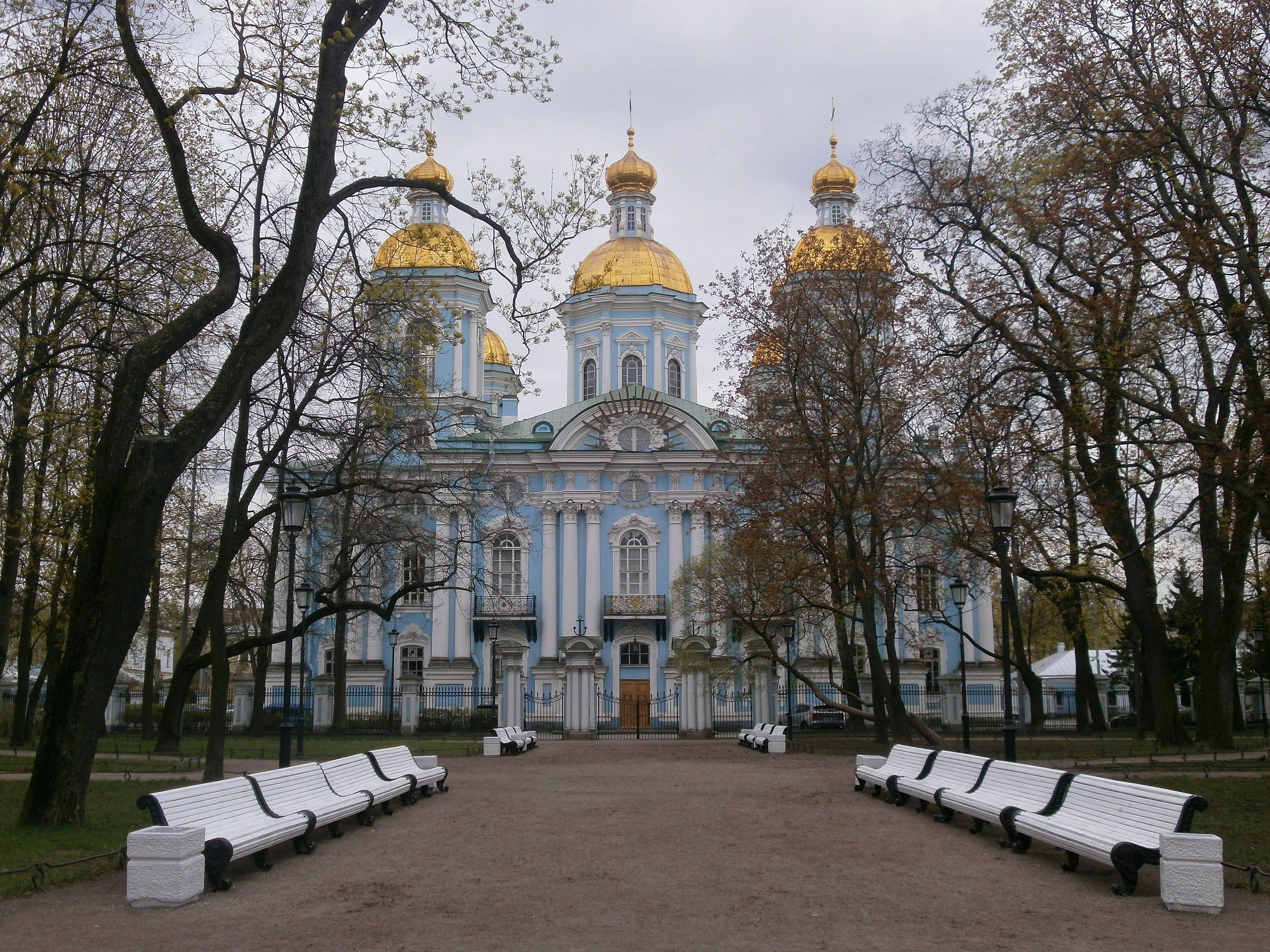
Вид на Никольский собор со стороны ул. Глинки

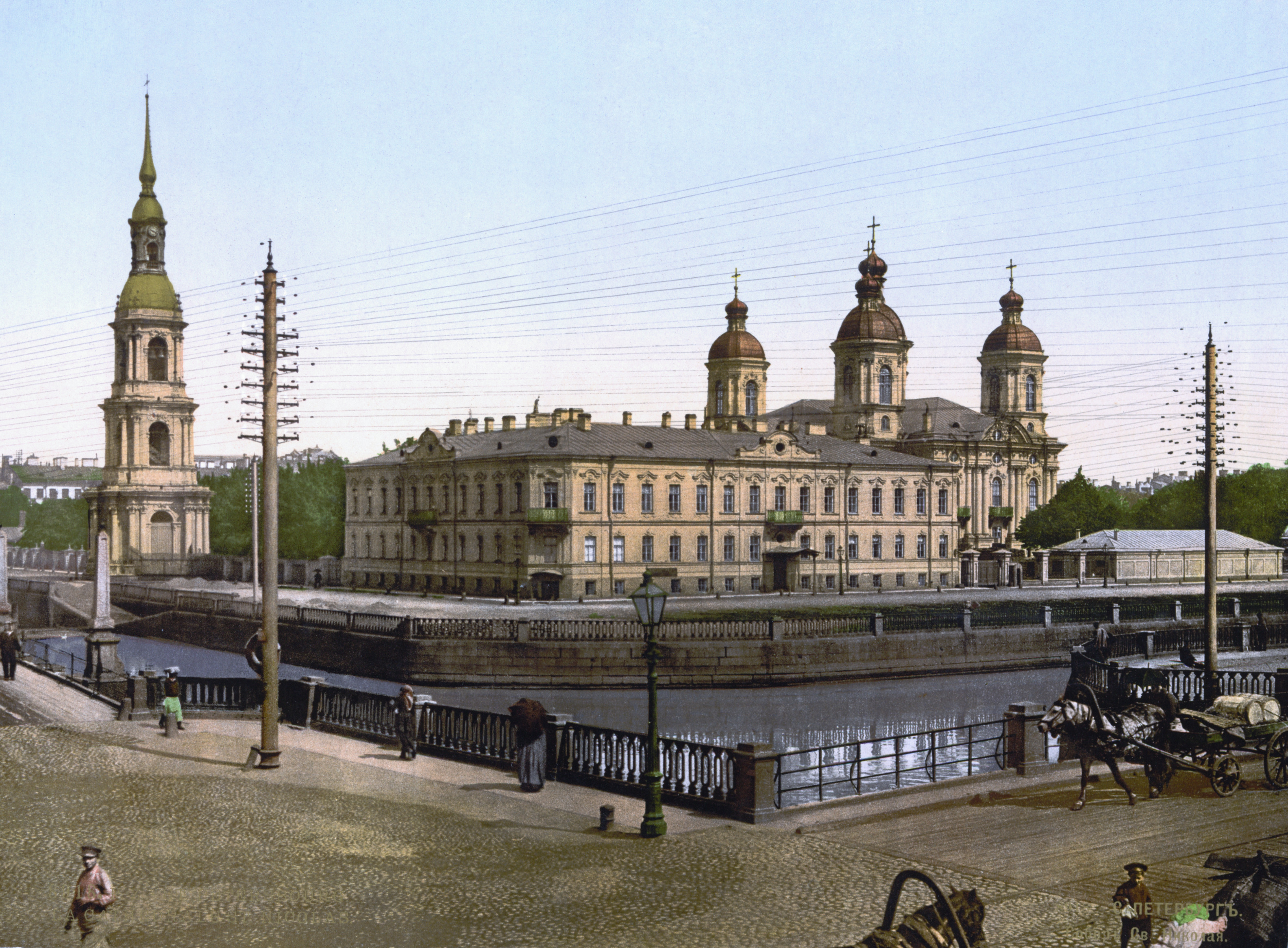
Вид на Никольский морской собор. 1896—1897

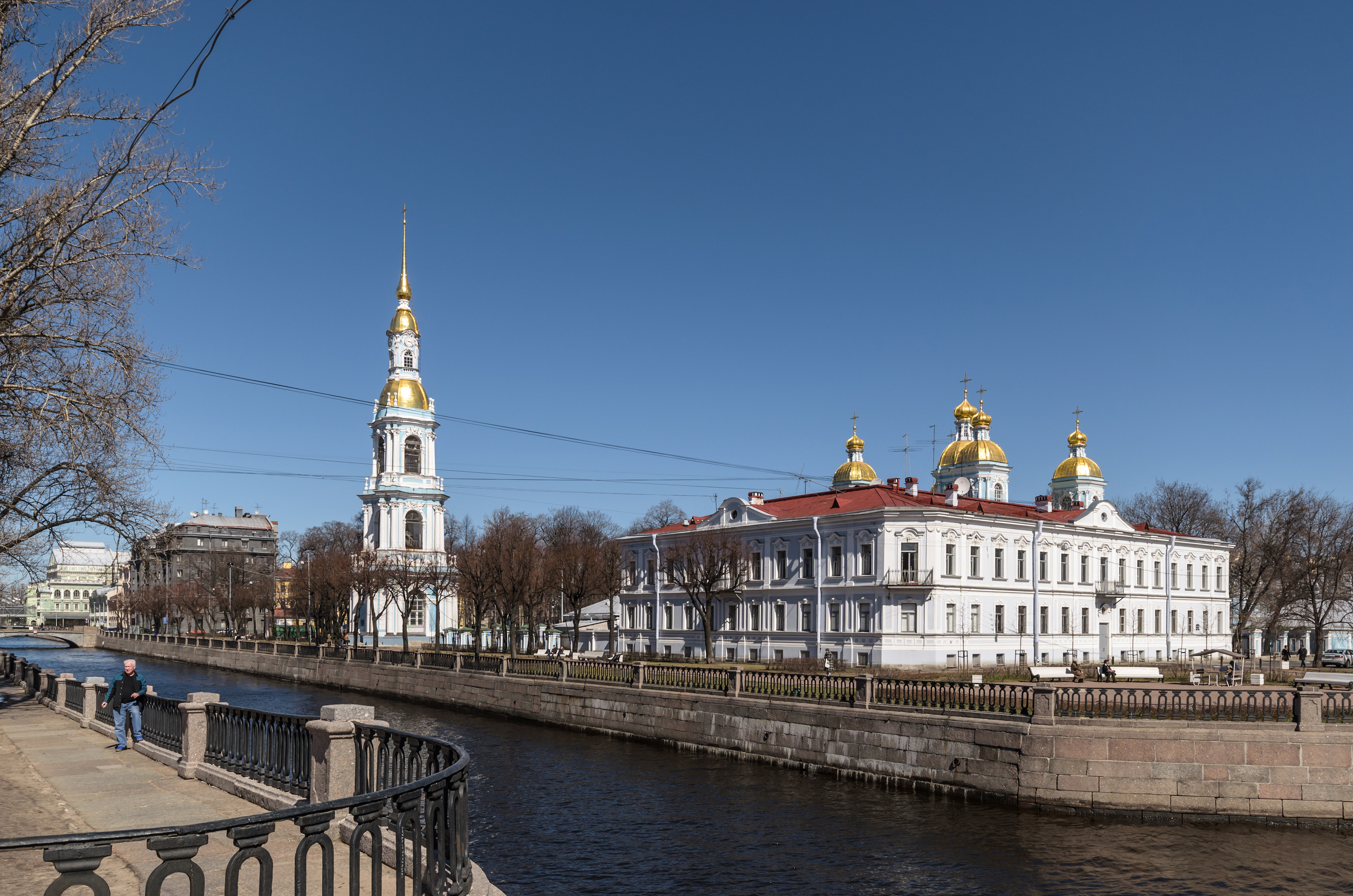
Вид на Никольский морской собор, 2013 год

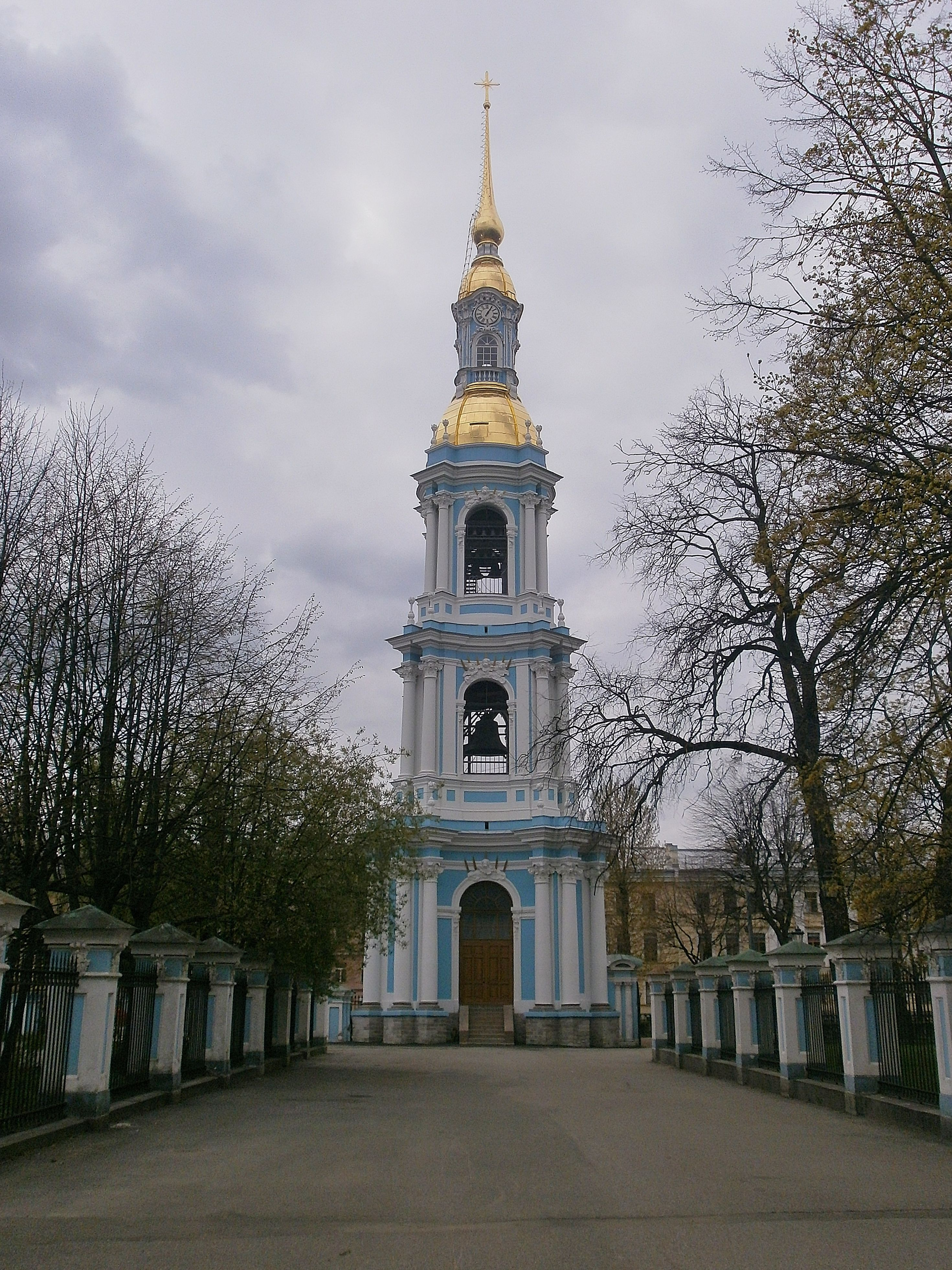
Колокольня Никольского собора

Престол верхней церкви был освящён 20 июля 1762 года в присутствии императрицы Екатерины II, которая повелела именовать новопостроенную церковь собором; в нём отмечались победы российского флота. Главная святыня собора, — греческая икона святителя Николая Чудотворца XVII века с частицей его мощей, находится в нижнем храме.
В саду перед храмом в 1908 году был воздвигнут Цусимский обелиск в память о погибшем в Цусимском сражении экипаже броненосца «Император Александр III». Памятник создан по эскизу полковника князя М. С. Путятина. Деньги на монумент собрали матросы и офицеры Гвардейского экипажа, в который входила команда броненосца.
При соборе с 1870 года действовало благотворительное общество со школой, больницей, приютом и женской богадельней.
С начала постройки собор был в ведении Адмиралтейств коллегии, в 1808 году был передан Санкт-петербургской епархии, а 10 июля 1900 года по Высочайшему повелению вновь перешёл в морское ведомство.
После Октябрьской революции 1917 года Никольский морской собор не закрывался и в 1941—1999 годах был кафедральным. В помещении, устроенном на хорах собора, жили митрополиты Ленинградские Алексий (Симанский) (с начала 1941 года, включая период блокады Ленинграда) и Григорий (Чуков) (до ноября 1950 года).
10 марта 1966 года в нижней церкви собора было совершено отпевание А. А. Ахматовой.

## Современность
В 2000 году в нижнем ярусе колокольни освящена часовня, а 19 апреля 2008 года митрополит Санкт-Петербургский и Ладожский Владимир совершил чин освящения верхнего храма, Богоявленской церкви. В храм были возвращены святыни — иконы письма живописцев Колокольниковых и рака с частицами мощей святых многих веков, начиная с первых христианских мучеников.
В верхнем храме установлены мемориальные доски экипажам атомной подводной лодки «Комсомолец» и других затонувших советских подводных лодок. В дни памяти совершаются панихиды по членам экипажей. С 2000 года в соборе совершается поминовение моряков атомной подводной лодки «Курск».
В 2021 году было объявлено о начале реставрации колокольни, работы завершились в начале 2024-го.

### Посвящения престолов
- Верхний храм — Богоявления Господня;
- Нижний храм:
  - главный престол — святителя Николая Чудотворца,
  - северный — святителя Димитрия Ростовского и святителя Феодосия Черниговского,
  - южный — Усекновения главы Иоанна Предтечи.

| Духовенство                                            | Духовенство                                                   |
| Даты                                                   | Настоятель                                                    |
| ------------------------------------------------------ | ------------------------------------------------------------- |
| 22 сентября (3 октября) 1732 — 4 (15) октября 1734     | священник Иоанн Иоаннов                                       |
| 4 (15) октября 1734 — 25 декабря 1747 (5 января 1748)  | священник Петр Павлович Козицкий (…—1755)                     |
| 25 декабря 1747 (5 января 1748) — 1 (12) июля 1752     | священник Гавриил Симеонович Вершнецкий                       |
| 1 (12) июля 1752 — 25 февраля (7 марта) 1770           | протоиерей Иоанн Иоаннович Панфилов (1720—1794)               |
| 20 (31) марта 1770 — 14 (25) июня 1772                 | протоиерей Василий Александрович Алексеев                     |
| 16 (27) июля 1772 — 24 декабря 1799 (4 января 1800)    | протоиерей Тимофей Васильевич Люсицинский (…—1799/1800)       |
| 21 апреля (2 мая) 1800 — 15 (27) августа 1805          | протоиерей Митрофан Иоаннович Окин (Краснопевков) (1742—1805) |
| 5 (17) сентября 1805 — 9 (21) июля 1831                | протоиерей Иоанн Стефанович Веселовский (1759—1831)           |
| июль—декабрь 1831                                      | протоиерей Тимофей Алексеевич Вещезеров (…—1832)              |
| 7 (19) декабря 1831 — март 1846                        | протоиерей Тимофей Ферапонтович Никольский (…—1848)           |
| 17 (29) марта 1846 — 24 декабря 1860 (5 января 1861)   | протоиерей Иоанн Димитриевич Колоколов (…—1869)               |
| 26 декабря 1860 (7 января 1861) — 15 (27) декабря 1873 | протоиерей Сила Стефанович Топильский (…—1873)                |
| 1874—1888                                              | протоиерей Иоанн Константинович Яхонтов (1819—1888)           |
| 1888—1900                                              | протоиерей Григорий Евграфович Романовский (1828—1900)        |
| 17 (29) апреля 1900 — 2 (15) декабря 1914              | протоиерей Николай Никанорович Кондратов                      |
| 1914—1918                                              | протоиерей Александр Иоаннович Преображенский                 |
| 1919 — 10 февраля 1923                                 | протоиерей Александр Николаевич Беляев (1866—1928)            |
| февраль 1923 — 22 июля 1923                            | протоиерей Николай Николаевич Русанов                         |
| июль 1923 — сентябрь 1923                              | протоиерей Иоанн Димитриевич Дмитриевский                     |
| 21 сентября 1923 — 17 января 1924                      | протоиерей Николай Николаевич Русанов                         |
| январь 1924 — 11 марта 1924                            | протоиерей Иоанн Димитриевич Дмитриевский                     |
| 29 марта 1924 — 11 июня 1930                           | протоиерей Николай Кириллович Чуков (1870—1955)               |
| июнь 1930 — 11 января 1933                             | протоиерей Василий Михайлович Яблонский (1867 — после 1933)   |
| январь 1933 — март 1935                                | протоиерей Николай Кириллович Чуков (1870—1955)               |
| 17 марта 1935 — июль 1935                              | протоиерей Михаил Арсеньевич Смирнов                          |
| июль 1935 — 14 ноября 1936                             | протоиерей Александр Викентьевич Пакляр (1873—1938)           |
| 14 ноября 1936 — 5 февраля 1937                        | протоиерей Лев Александрович Муллер (1887—1952)               |
| 5 февраля 1937 — 4 марта 1938                          | протоиерей Павел Петрович Тарасов (1899—1971)                 |
| 4 марта 1938 — 19 мая 1939                             | архиепископ Николай (Борис Дорофеевич Ярушевич) (1892—1961)   |
| 19 мая 1939 — 30 июня 1942                             | протоиерей Павел Петрович Тарасов (1899—1971)                 |
| 30 июня 1942 — 21 ноября 1945                          | протоиерей Владимир Александрович Румянцев (1877—1947)        |
| 21 ноября 1945 — 1 декабря 1948                        | протоиерей Павел Петрович Тарасов (1899—1971)                 |
| 5 декабря 1948 — 23 февраля 1953                       | протоиерей Евгений Павлович Лукин (1885—1967)                 |
| 23 февраля 1953 — 9 января 1972                        | протоиерей Александр Васильевич Медведский (1890—1973)        |
| 9 января 1972 — 12 сентября 1975                       | протоиерей Игорь Симеонович Ранне (1927—1982)                 |
| 12 сентября 1975 — 25 мая 1977                         | протоиерей Борис Михайлович Глебов (род. 1936)                |
| 25 мая 1977 — 10 июля 1981                             | протоиерей Иаков Иосифович Ильич (1931—1981)                  |
| 10 июля 1981 — август 1987                             | протоиерей Владимир Иустинович Сорокин (род. 1939)            |
| 25 августа 1987 — 7 января 2023                        | протоиерей Богдан Игоревич Сойко (1938—2023)                  |